# Marian Grociak
Marian Grociak (ur. 25 lutego 1952 w Bytomiu) – polski piłkarz grający na pozycji pomocnika. Zawodnik Polonii Bytom.

## Kariera piłkarska
Marian Grociak całą karierę piłkarską spędził w Polonii Bytom, w barwach której 26 sierpnia 1972 roku w wygranym 2:1 meczu wyjazdowym ze Stalą Rzeszów, w którym w 70. minucie zastąpił Adama Krupę, zadebiutował w ekstraklasie. W sezonie 1972/1973 dotarł do finału Pucharu Polski, w którym jego klub 17 czerwca 1973 roku na Stadionie im. 22 lipca w Poznaniu przegrał po serii rzutów karnych (bezbramkowy remis po dogrywce) z Legią Warszawa. W sezonie 1975/1976 klub zajmując ostatnie – 16. miejsce, spadł z ekstraklasy, jednak w sezonie 1976/1977 wrócił do niej, po wygranej Grupy Południowej, a także awansował do finału Pucharu Polski, w którym nie grał, a jego klub 21 lipca 1977 roku na Stadionie Śląskim w Chorzowie przegrał 1:0 z Zagłębiem Sosnowiec. Ostatni raz w ekstraklasie, w której rozegrał 114 meczów, w których zdobył 7 goli, wystąpił 12 sierpnia 1978 roku w przegranym 2:1 meczu wyjazdowym z Ruchem Chorzów, w którym w drugiej połowie zastąpił Bolesława Gruszkę. Po sezonie 1978/1979 odszedł z klubu.
Łącznie w ekstraklasie rozegrał 114 meczów ligowych, w których zdobył 7 goli.

## Sukcesy
Polonia Bytom
- Finał Pucharu Polski: 1973, 1977
- Awans do ekstraklasy: 1977